# Роль Казахстану в глобальних діях проти ядерної зброї

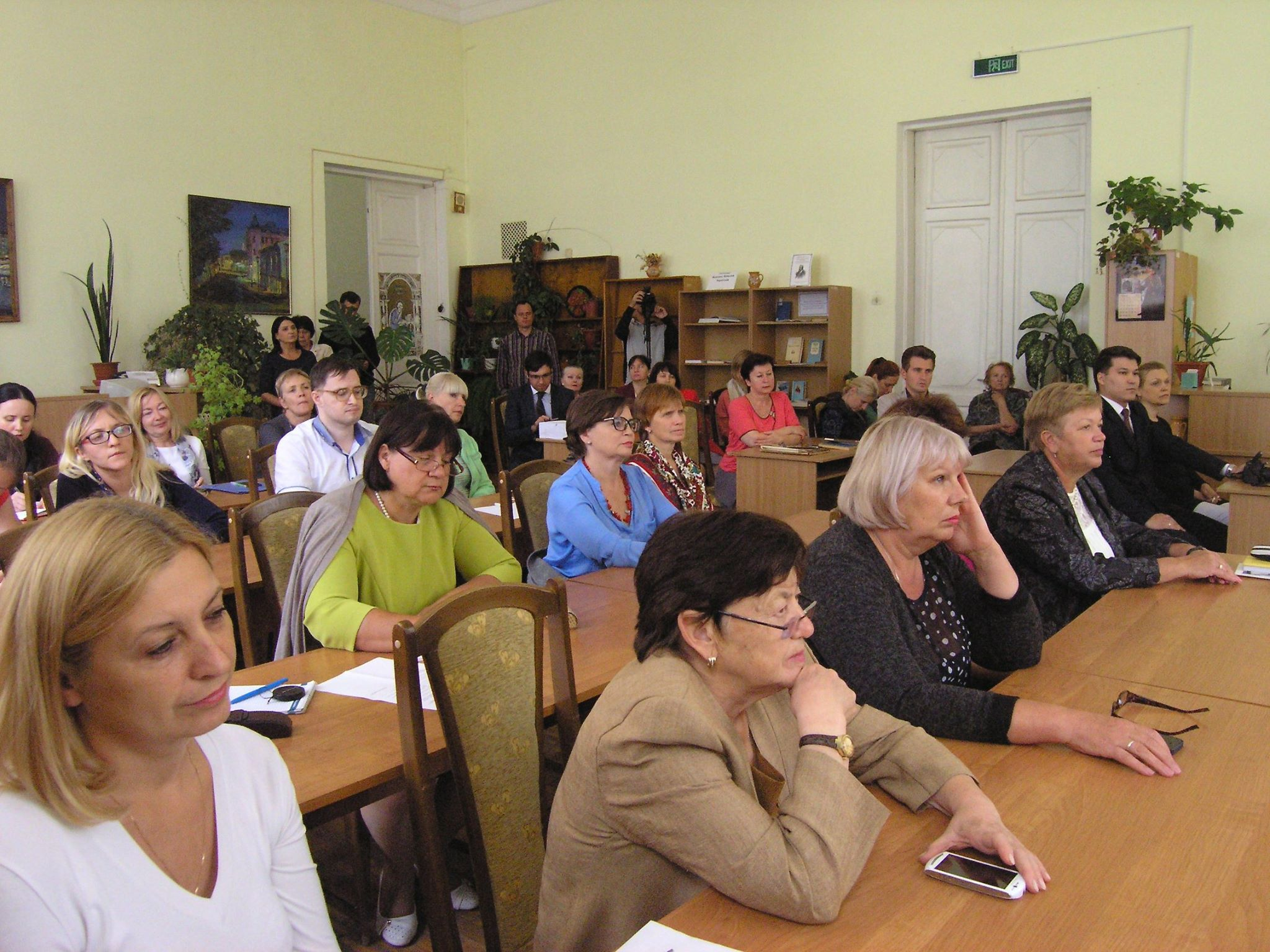
Презентація книги в Національній бібліотеці України ім. В. І. Вернадського

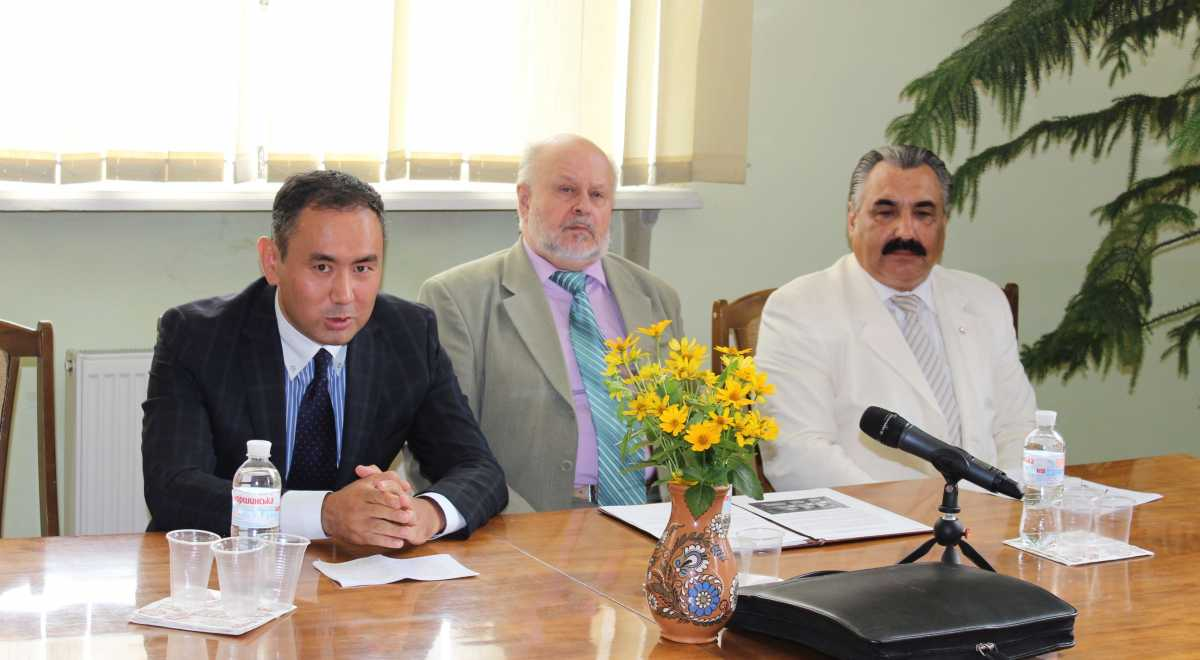
Токтар Ігембаєв Радник-посланник Посольства Республіки Казахстан в Україні, Володимир Попик генеральний директор НБУВ, Микола Степаненко директор Міждержінституту ім. Нурсултана Назарбаєва під час презентації

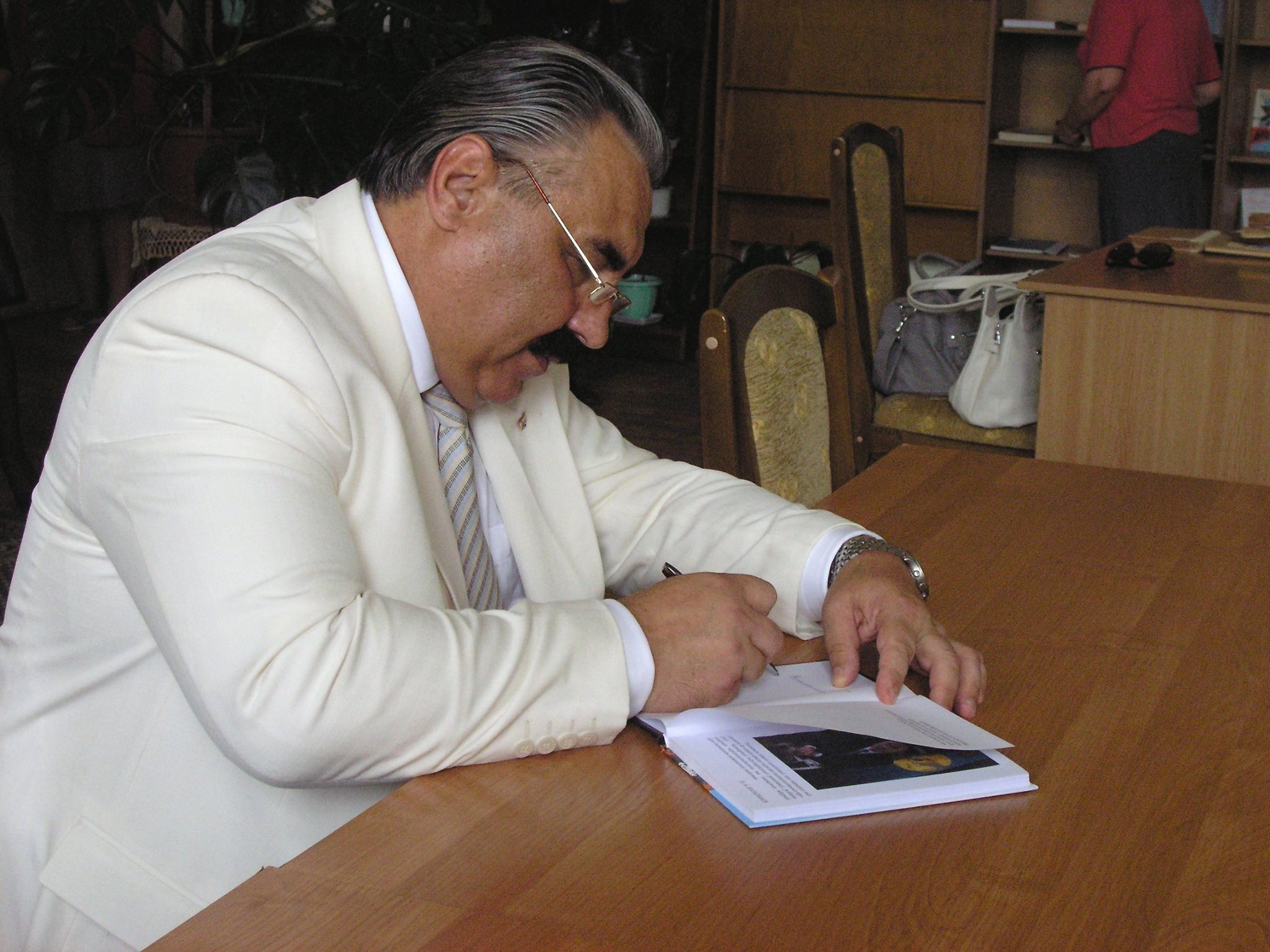
Автор книги Микола Степаненко

Роль Казахстану в глобальних діях проти ядерної зброї — науково-популярне видання, праця українського письменника-публіциста Миколи Степаненка.

## Історія написання
Книга написана у 2017 році і є продовженням теми, присвяченої антиядерним ініціативам Республіки Казахстан та її Президента Нурсултана Назарбаєва, їй передували такі праці Миколи Степаненка, як «Сильніше за смерть» (2015), «Внесок Казахстану в забезпечення ядерної безпеки у світі відповідає інтересам всього людства» (2016). Особливо широку популярність отримали його книги: «На основі взаємної поваги і довіри» (2015) і «Центральноазійський барс» (2016).

## Короткий зміст
У книжці директора Міждержавного інституту українсько-казахстанських відносин ім. Нурсултана Назарбаєва Миколи Степаненка розкривається позиція Казахстану з питань ядерної безпеки. На прикладі аналізу ініціатив Президента Республіки Казахстан Нурсултана Назарбаєва в сфері ядерного роззброєння показані підстави визнання світовою спільнотою пріоритетної ролі Казахстану як лідера антиядерного руху. У роботі докладно викладені конкретні кроки Казахстану з реалізації політики в сфері нерозповсюдження від закриття ядерного полігону до ініціатив, висунутих в якості учасника глобальних форумів. Особливу увагу приділено ініційованому Нурсултаном Назарбаєвим Проекту АТОМ, спрямованого на створення глобальної громадської підтримки остаточної й безповоротної заборони випробувань ядерної зброї і, в кінцевому підсумку, її тотального знищення. Представлена об'єктивна інформація, що характеризує різні сторони історії підготовки та реалізації програми мирного використання ядерно-вибухових технологій на територіях Казахстану і України. Багато місця відведено матеріалам, що висвітлюють рукотворне ядерне забруднення України і пов'язані з цим екологічні проблеми.

## Основні ідеї книги
Близькість позицій двох країн явно спостерігається на міжнародному рівні. Ми з упевненістю констатуємо наявність у політиці двох держав спільних поглядів і підходів з найважливіших питань сучасного міжнародного життя. Позбувшись ядерної зброї, ці держави підтвердили свої наміри зміцнювати процес роззброєння та загальної безпеки.
Антиядерні ініціативи Казахстану завжди знаходять живий відгук у громадян України.

## Презентація книги
Презентація книги відбулася 29 серпня 2017 року в Національній бібліотеці України ім. В. І. Вернадського в Міжнародний день дій проти ядерних випробувань (International Day Against Nuclear Tests). У заході взяли участь представники дипломатичної місії, журналісти, співробітники НБУВ та вчені  Міждержавного інституту українсько-казахстанських відносин ім. Нурсултана Назарбаєва.
Примірники презентованого видання, присвяченого 5-річчю Проекту АТОМ — ініціативи Президента Республіки Казахстан Нурсултана Назарбаєва — передані до Національної бібліотеки України імені В. І. Вернадського для подальшого розповсюдження серед бібліотек та вищих навчальних закладів України.

## Відгуки та обговорення книги
|                                                                                | Книга ця є свого роду каталогізацією мирних ініціатив Казахстану в сфері роззброєння, а також тих практичних кроків, які вже зроблені нашою країною зі створення світу, вільного від ядерної зброї. Для України, яка зазнала всі тяготи і знегоди Чорнобильської катастрофи і для Казахстану, де знаходився найбільший у світі Семипалатинський полігон, ці проблеми є особливо актуальними і чутливими. |
| — Токтар Ігембаєв, Радник-посланник Посольства Республіки Казахстан в Україні, | |

| | Казахстан, народ Казахстану витримали всю тяготу радянських ядерних випробувань і те, що Президент Казахстану Нурсултан Назарбаєв виступив у 1991 році проти проведення ядерних випробувань, підписав указ — це вираз сподівання всього казахстанського народу. Нурсултан Назарбаєв є одним з таких політичних лідерів, чий авторитет моральний не викликає сумнівів ніде у світі і, звичайно, це послужило дуже важливим поштовхом для посилення боротьби в усьому світі проти поширення ядерної зброї. |
| — Володимир Попик, генеральний директор НБУВ, член-кореспондент НАН України, член Української національної комісії у справах ЮНЕСКО, доктор історичних наук, | |

|                                                        | У книжці «Роль Казахстану в глобальних діях проти ядерної зброї» автор зробив глибокий аналіз і екскурс системних і послідовних кроків Казахстану з просування режиму нерозповсюдження зброї масового знищення, включаючи створення на території Казахстану Банку низькозбагаченого урану під егідою МАГАТЕ, висування Стратегії загальносвітового розвитку Маніфест «Мир. ХХІ століття» і багато чого іншого. Особливу увагу приділено міжнародній ініціативі Президента Казахстану Н. Назарбаєва — Проекту АТОМ, як механізму, спрямованого на створення глобальної громадської підтримки остаточної і безповоротної заборони випробувань ядерної зброї і, в кінцевому рахунку, його тотального знищення. |
| — Міністерство закордонних справ Республіки Казахстан, | |

|                                                 | Архітектор без'ядерного світу — так Нурсултана Назарбаєва називає відомий український публіцист Микола Степаненко. Закономірно, що за кресленнями Президента Казахстану буде побудований справедливий без'ядерний світ. Ініціативам Президента Назарбаєва, спрямованим на антиядерну політику, присвячена левова частка книги. Крім того, автор детально виклав історію Семипалатинського полігону, щоб донести ядерну трагедію Казахстану до української молоді. «Роль Казахстану в глобальних діях проти ядерної зброї» — сьома книга Миколи Степаненка, присвячена Казахстану. Традиційно автор готує видання українською мовою, щоб якомога більше жителів країни могли ознайомитися з історією та ініціативами братнього народу. |
| — Анна Панащук, кореспондент Телеканалу «ХАБАР, | |